# Vinice Mabansag
Vinice Mabansag, född 15 november 2022 i Manilla, Filippinerna har av FN utsetts att vara den person som symboliskt anses vara nummer 8 000 000 000 på jorden. Föräldrarna heter Alvin Mabansag och Margarette Mabansag.